# Cacauí
O cacauí (Theobroma speciosum, Willd ex Spreng) é o fruto do cacauieiro, árvore tropical típica do Norte da América do Sul, encontrada na Floresta Amazônica, até o Estado de Mato Grosso. Pertence à família Malvaceae, a mesma do cacau (T. cacao) e do cupuaçu (T. grandiflorum). Estudo levado a cabo por pesquisadores da UNEMAT - Universidade do Estado de Mato Grosso no município de Alta Floresta (MT) mostrou pico de floração na segunda quinzena de julho, coincidindo com o período de seca. Esta espécie é usada por comunidades tradicionais na região do médio Rio Madeira (Estado do Amazonas), fazendo parte da vegetação secundária de terra preta; há registro de sua ocorrência em uma floresta ombrófila de Rondônia. Também ocorre em florestas de Belo Monte, no Pará.
O cacauí é uma árvore de porte médio, que pode atingir até 15 metros de altura, com tronco estreito e pequena copa. As folhas são coreáceas, ovaldas-oblongas ou elíptico-oblongas, com a base subarredondada, com 20 a 40 cm de comprimento e 7 a 18 cm de largura. Apresenta cachos de pequenas flores vermelho escuro a recobrir seu tronco (caulifloria) que exalam forte odor de casca de limão, apresentando cor vermelho-escura nas sépalas, pétalas e estames; os estames são em número de cinco. Seu fruto é parecido com o cacau, ainda que menor, tendo a forma de um elipsóide arredondado de cerca de 10 cm de comprimento, ligeiramente pentagonal e sulcado, com a casca amarela levemente aveludada. Cada fruto tem cerca de 20 sementes cercadas por uma polpa branca, quase sem odor.
O cacauí também é conhecido como cacauhy, cacaoy, cacaoíllo, cacau-rana, cacao biaro, cupuyh, cacao sacha (Peru), ou chocolatillo (Bolívia). A polpa de seus frutos é consumida fresca e crua. Suas sementes servem para produzir um chocolate cuja qualidade é estimada como baixa, por uns, e excelente, por outros. A beleza de suas flores lhe dá valor ornamental; tem sido estudada para hibridização com o cacau e o cupuaçu, em particular para conseguir maior resistência ao Cocoa Swollen Shoot Virus (CSSV) e à vassoura-de-bruxa.

## Citogenética
Estudo de citogenética realizado por pesquisadores da UNEMAT com sete populações de Theobroma speciosum no município de Alta Floresta (MT) mostram que a espe´cie é diploide com 2n=20 cromossomos.

## Polinização
Estudo realizado por pesquisadores do Museu Emílio Goeldi. identificou como polinizadores de Theobroma speciosum insetos da família Drosophilidae e Phoridae que, além de visitarem as flores de cacauí, no horário de maior receptividade floral, carrearam pólen em seus corpos, apresentando ainda comportamento característicos de polinizadores. Seu tamanho propiciou melhor movimentação no aparato floral, permitindo que visitassem os órgãos reprodutivos da flor de cacauí. Observou-se que estes insetos se encaminhavam até a base do ovário, permitindo maior permanência dos mesmos no gineceu, possibilitando o desprendimento dos grãos de pólen no estigma. Estes indivíduos foram encontrados alimentando-se de substâncias na base da cógula. Alguns drosofilídeos também foram observados copulando nas flores de cacauí. Foram identificados 3 espécies de forídeos visitando as flores de cacauí: Dohrniphora sp.; Megaselia sp.; Pseudohypocera kerteszi.

## Etimologia
A palavra cacau é uma corruptela da palavra maia kabkaj, que quer dizer suco amargo. Em idioma indígena, o sufixo í quer dizer pequeno; portanto, cacauí quer dizer cacau pequeno. Da mesma forma, cupuhy, que significa cupu pequeno, se contrapõe a cupuaçu (cupu grande).